# Xã Mason, Quận Cass, Michigan
Xã Mason (tiếng Anh: Mason Township) là một xã thuộc quận Cass, tiểu bang Michigan, Hoa Kỳ. Năm 2010, dân số của xã này là 2.945 người.